# Battaglia di Flirey
La battaglia di Flirey (in francese, 1re Bataille de Flirey) fu una battaglia combattuta dal 19 settembre all'11 ottobre 1914, durante la prima guerra mondiale. Lo scontro vide la vittoria tedesca sull'esercito francese. La battaglia tagliò fuori una grande quantità di strade e ferrovie che si dirigevano verso la città fortificata di Verdun, strategicamente importantissima, con un conseguente grande effetto sul corso della guerra.

## Antefatti
La regione della Woëvre si estende dalla città di Lussemburgo verso sud, fino alla città di Toul. Questa pianura era una direttrice di attacco comune a Francia e Germania. La pianura è delimitata sul fianco est da una serie di catene montuose chiamate "Hauts de Meuse", poiché si trovano lungo il corso del fiume Mosa, mentre sul lato ovest sono presenti dei rilievi montuosi lungo il corso della Mosella.
Negli anni precedenti la guerra, i tedeschi costruirono una serie di fortificazioni lungo la Mosella, specialmente nei dintorni della città di Metz, mentre i francesi costruirono un numero più o meno equivalente di fortificazioni lungo il corso della Mosa, attorno alle città di Verdun e Toul.
L'Alto Comando tedesco, durante i primi mesi della guerra, fu il primo a comprendere come l'uso combinato di artiglieria e mitragliatrici aumentasse l'efficacia delle difese e, di conseguenza, ordinò di occupare varie postazioni che sarebbero state facilmente difendibili. Inoltre, riconoscendo quanto fossero ben facilmente difendibili le alture lungo il corso della Mosa, fu pianificato da parte dei tedeschi un attacco per impadronirsi di queste alture, impedendo così agli Alleati di entrare nella Woëvre. Questa manovra avrebbe anche isolato la città fortificata di Verdun e avrebbe ridotto la capacità offensiva dei francesi, in quella zona, verso i territori tedeschi.

## La battaglia
La battaglia iniziò il 19 settembre con un attacco della cavalleria tedesca proveniente da Metz contro i soldati francesi di stanza nella zona attorno alla cittadina di Dieulouard e il villaggio di Martincourt. Rapidamente furono catturati anche i villaggi di Seicheprey e di Flirey, così come i boschi attorno a quest'ultimo.
I rinforzi, costituiti da altre unità francesi, arrivarono il 22 settembre, ma non riuscirono a bloccare l'avanzata tedesca. L'avanzata tedesca, poi, cambiò direzione, spingendo non più verso sud, ma verso sud-ovest.
Entro il 24 settembre fu catturato il villaggio di Saint-Mihiel, nonostante i francesi avessero riconquistato Flirey, Seicheprey e Xivray. Ulteriori rinforzi arrivarono il 27 e i francesi contrattaccarono nella zona tra Flirey e Apremont. I tedeschi però, essendo ben trincerati, cedettero poco terreno e la linea del fronte ebbe solo una leggera modifica.

## Conseguenze
Come conseguenza della battaglia venne a crearsi un saliente tedesco nelle linee francesi a sud di Verdun. Questo venne poi chiamato "Saliente di Saint-Mihiel".
Salvo una strada di minore importanza, tutte le due strade e la ferrovia che portavano a Verdun furono rese intransitabili dai tedeschi. Questo fu un vero problema logistico per i francesi che dovevano difendere le zone attorno a Verdun. In più, Verdun risultò circondata su tre lati, venendo così neutralizzata come punto di partenza di future offensive francesi.
Questa zona avrebbe visto molti altri combattimenti fino al termine della guerra. Nonostante i ripetuti tentati da parte dei francesi di conquistare il saliente, come la prima battaglia della Woëvre (5 aprile-5 maggio 1915) e la battaglia di Verdun, il saliente non fu riconquistato fino all'attacco congiunto franco-americano del settembre 1918, noto come battaglia di Saint-Mihiel.